# François Faber
Vous lisez un « article de qualité » labellisé en 2013.
Pour les articles homonymes, voir Faber.

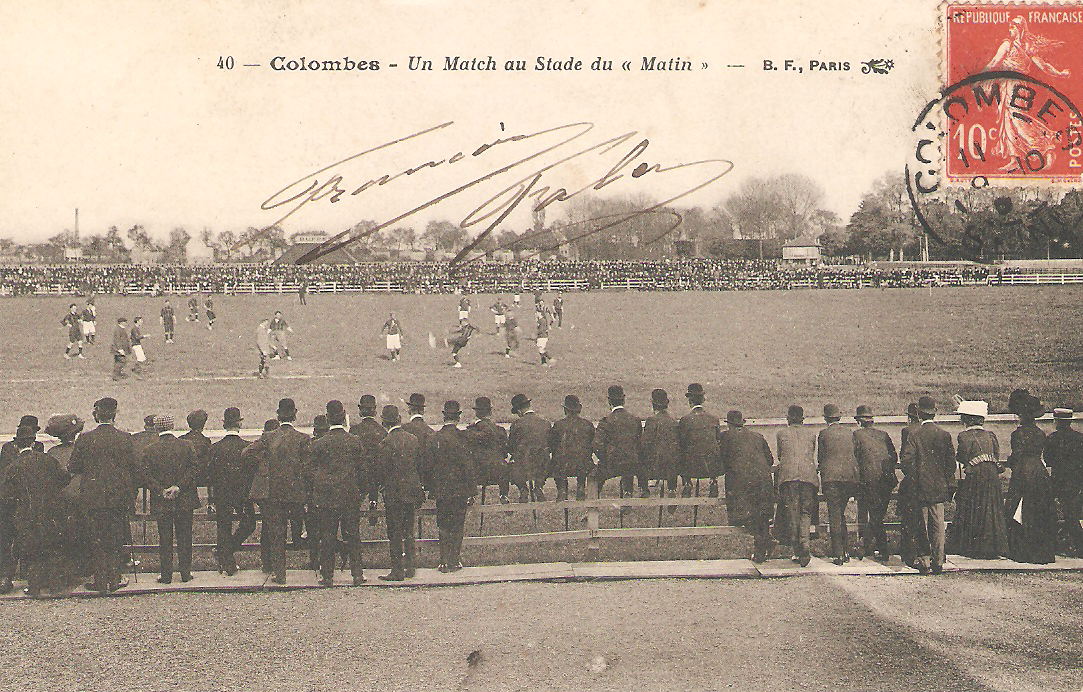
carte postale signée François Faber

François Faber, né le 26 janvier 1887 à Aulnay-sur-Iton dans l'Eure et mort tué à l'ennemi le 9 mai 1915 à Carency ou à Mont-Saint-Éloi selon les sources, dans le Pas-de-Calais, est un coureur cycliste de nationalité luxembourgeoise. Il compte à son palmarès un Tour de France, un Tour de Lombardie, un Paris-Roubaix, deux Paris-Tours, un Bordeaux-Paris et un Paris-Bruxelles. Sa réussite sportive est indissociable de la figure d'Alphonse Baugé qui fut son directeur sportif au sein de plusieurs équipes. Durant la seconde partie de sa carrière, une certaine rivalité sportive a opposé Faber à Octave Lapize.
Engagé volontaire dans la Légion étrangère dès le début de la Première Guerre mondiale, il disparaît le 9 mai 1915 au combat lors de la bataille de l'Artois (son corps ne sera jamais retrouvé). Il est officiellement déclaré mort par le tribunal de la Seine, le 25 février 1921[Passage contradictoire avec la section Première Guerre mondiale (dans le texte il est indiqué le 10 mai 2018)]. Le Grand Prix François-Faber, organisé au Luxembourg depuis 1918, lui rend hommage annuellement.
Il est le demi-frère d'Ernest Paul, également coureur cycliste et surnommé parfois « Faber ».

## Jeunes années et débuts cyclistes

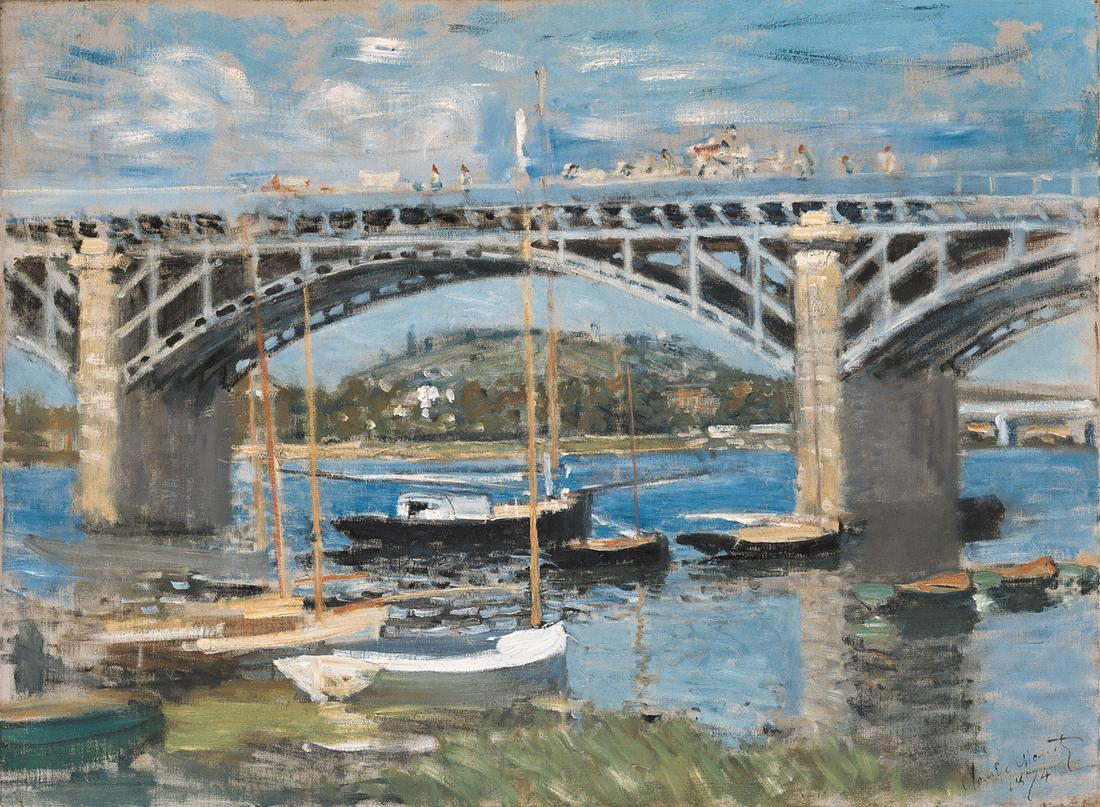
Vue du pont d'Argenteuil en 1874.
La Seine à Argenteuil, Claude Monet, 1874, Neue Pinakothek.

La mère de François Faber, nommée Marie Paul, originaire de Moselle a eu deux enfants lors d'une première vie conjugale avec Michel Schlepp, terrassier de profession. Le premier se nomme Jules Schlepp et le second Ernest Paul. Quelques années après sa séparation d'avec Michel Schlepp, Marie Paul rencontre Jean-Pierre Faber, terrassier originaire de Wiltz au Luxembourg, venu chercher du travail en France. De leur union naît François Faber le 26 janvier 1887. Il est alors a priori de nationalité française en vertu de la loi du 26 juin 1889, sous réserve qu'il ne décline pas cette qualité avant l'atteinte de sa majorité. La famille composée de Jean-François Faber, de Marie Paul, d'Ernest Paul et de François Faber s'installe alors à Colombes en 1891 où le besoin en main-d'œuvre est alors très fort. En 1895, la famille s'installe dans un petit pavillon situé à proximité du pont d'Argenteuil. François Faber arrête assez prématurément l'école (vers l'âge de 13 ans, en 1900) et accumule ensuite les petits emplois : garçon de café, commissionnaire, ouvrier de construction navale, manœuvre ou encore débardeur.
En 1904, à 17 ans, il se fait embaucher comme docker au port de Courbevoie où travaillent déjà ses deux demi-frères Jules et Ernest. C'est alors qu'il travaille sur le port, qu'il monte pour la première fois sur une bicyclette prêtée quelque temps par un collègue. Cette expérience lui plaît tellement qu'il achète au printemps 1906, son premier vélo, un Labor, au magasin de cycles Dufayel situé boulevard Barbès.

## Carrière cycliste

### Première saison en 1906

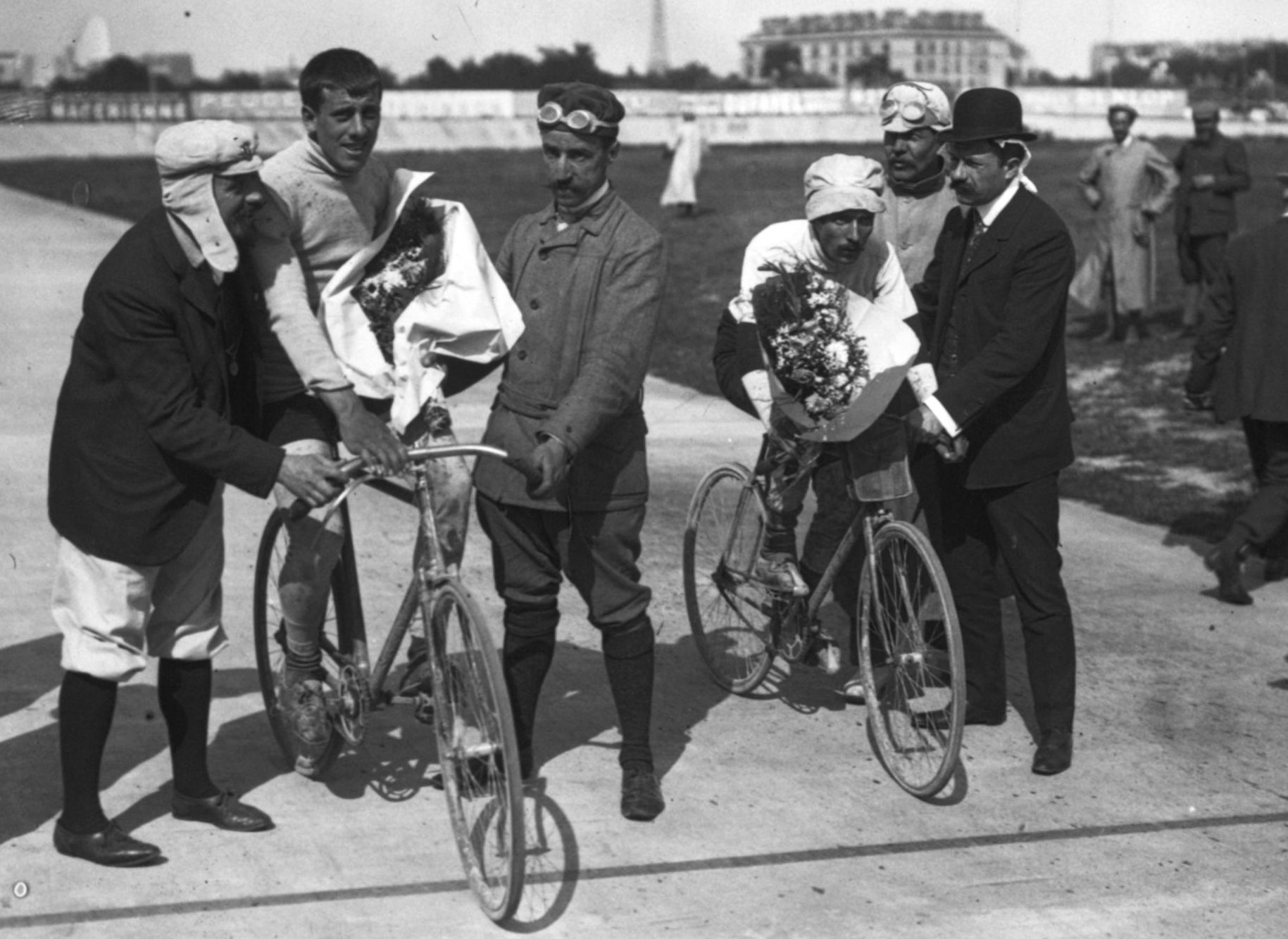
René Pottier (à droite) à l'issue du Tour de France 1906 qu'il a remporté.

Muni depuis peu de sa bicyclette Labor, c'est sans aucune expérience de la course cycliste que François Faber s'inscrit en tant qu'indépendant au Tour de France 1906. Il est engagé avec le dossard numéro 70 dans la catégorie dite « des poinçonnés », ce qui lui interdit tout changement de machine au cours de l'épreuve. Il termine honorablement la première étape à Lille avec 25 minutes de retard sur le vainqueur Émile Georget. Lors de la seconde étape, il parvient à faire partie d'une échappée de six coureurs (dont Lucien Petit-Breton) mais il chute à Cambrai. Il est tout de même dixième au classement général à l'issue de l'étape, à Nancy ce qui fait écrire à un éditorialiste de L'Auto du 7 juillet 1906 :
« Ce garçon, qui doit posséder une réelle valeur, manque encore un peu de l'habitude de ces courses folles. »
La troisième étape entre Nancy et Dijon est pour lui la découverte de la moyenne montagne avec le franchissement du ballon d'Alsace. L'expérience est particulièrement difficile puisqu'il perd plus de six heures sur le vainqueur du jour René Pottier. À l'issue de la quatrième étape à Grenoble, il est seizième au général sur vingt-cinq coureurs toujours en course. Épuisé, François Faber termine la sixième étape à Marseille le 15 juillet 1906 à 9 h du matin, plus de sept heures après la fermeture du dernier contrôle officiel ; il est donc disqualifié. Il décide toutefois de poursuivre le Tour avec deux autres coureurs dans la même situation face au règlement, Serres et Morel. Si cette déconvenue lors de ce premier Tour a probablement entraîné des doutes chez François Faber sur sa capacité à devenir coureur cycliste, il est bien inscrit pour l'édition 1906 de Paris-Tours organisée le 30 septembre. Sa prestation au Tour de France n'est d'ailleurs pas passée totalement inaperçue puisque l'édition du 29 septembre de L'Auto le place parmi les « jeunes routiers qui déjà se sont distingués et espèrent vivement démontrer qu'il ne sont pas moins valeureux que leurs aînés. » Le lendemain, dans ce même journal, Charles Ravaud considère qu'il fait partie des « routiers de valeur » au départ de l'épreuve. Il finit treizième de ce Paris-Tours à trente cinq minutes du vainqueur Lucien Petit-Breton.

### 1907, équipe cycliste Labor

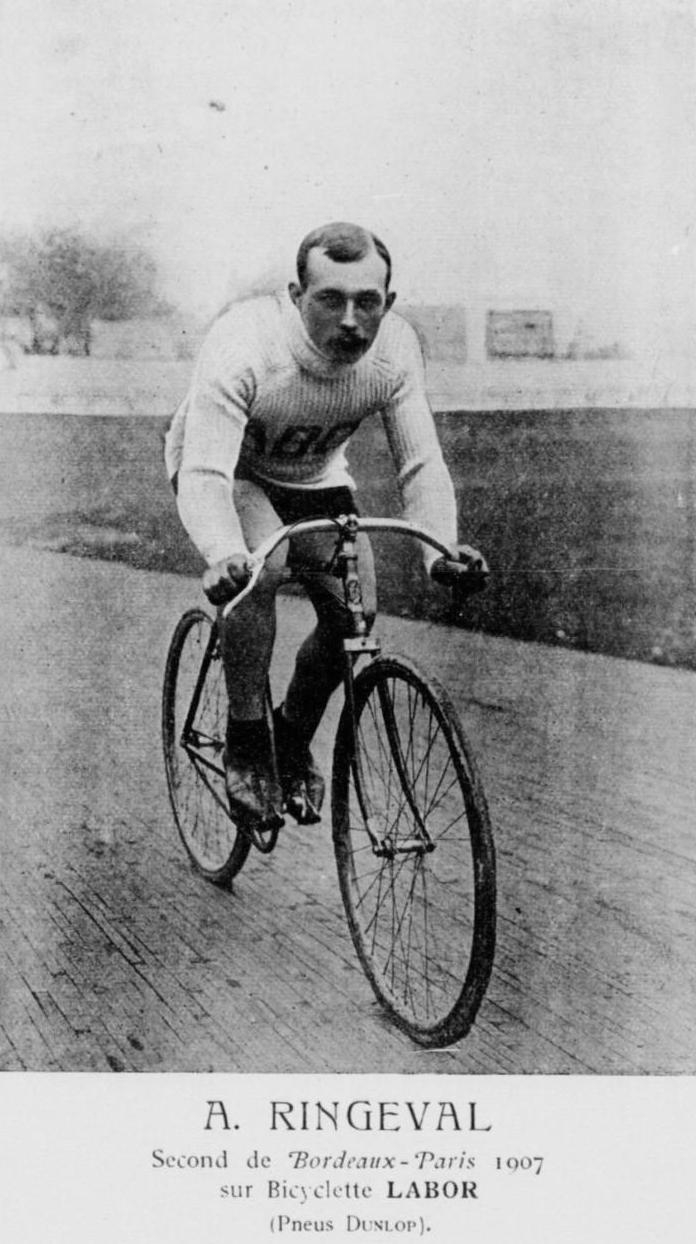
Publicité Labor rappelant la seconde place d'Augustin Ringeval à Bordeaux-Paris 1907.

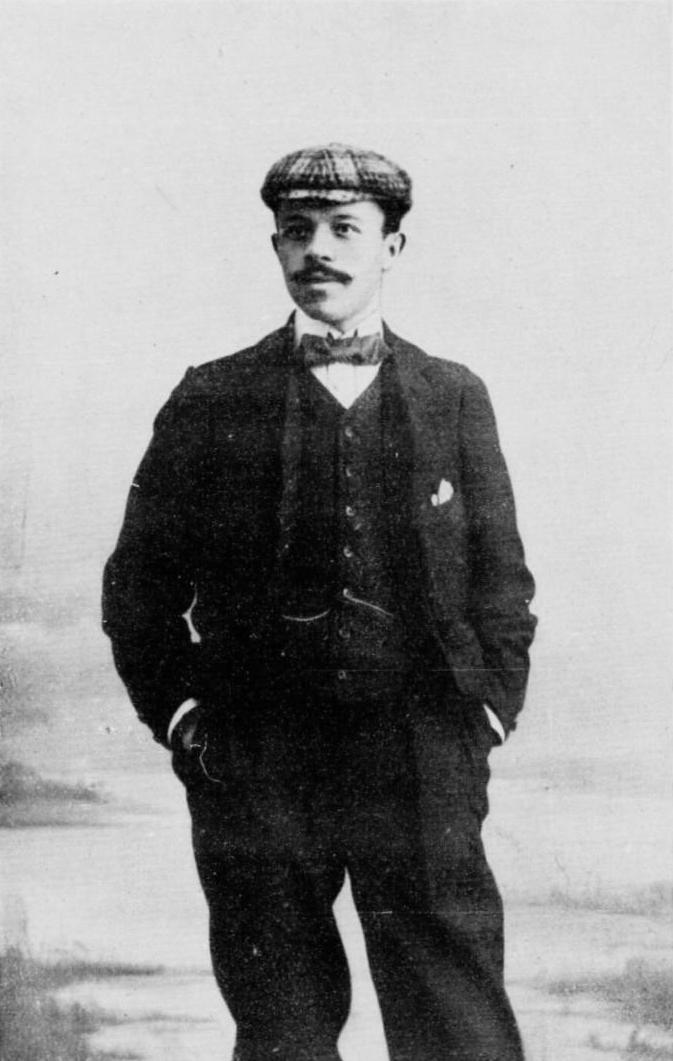
Photographie d'Alphonse Baugé (année indéterminée).

Les bonnes performances de François Faber lors du Tour 1906 lui ont permis de se faire remarquer par les observateurs de la course cycliste. Il est ainsi approché par Alphonse Baugé, ancien chroniqueur pour Le Vélo, auteur d'ouvrages sur le métier de directeur sportif et alors soigneur officiel de l'équipe cycliste Labor. Celui-ci parvient à faire signer Faber chez Labor pour l'ensemble de la saison 1907. La signature a lieu début 1907, au siège de Labor, au 23 avenue du Roule à Neuilly-sur-Seine, avec Maurice de Clèves (fondateur et directeur de la marque Labor) et en présence de Baugé. La première épreuve à laquelle Faber participe en tant que coureur de Labor est Bordeaux-Paris sur laquelle il se présente en compagnie de trois coéquipiers de chez Labor : Augustin Ringeval, Léon Rabot et Lucien Pothier. Ringeval termine second de ce Bordeaux-Paris à Ville-d'Avray tandis que Faber termine sixième à quatre heures du vainqueur belge Van Hauwaert. En juin 1907, Faber participe également à Paris-Bruxelles, course sur laquelle il termine sixième.

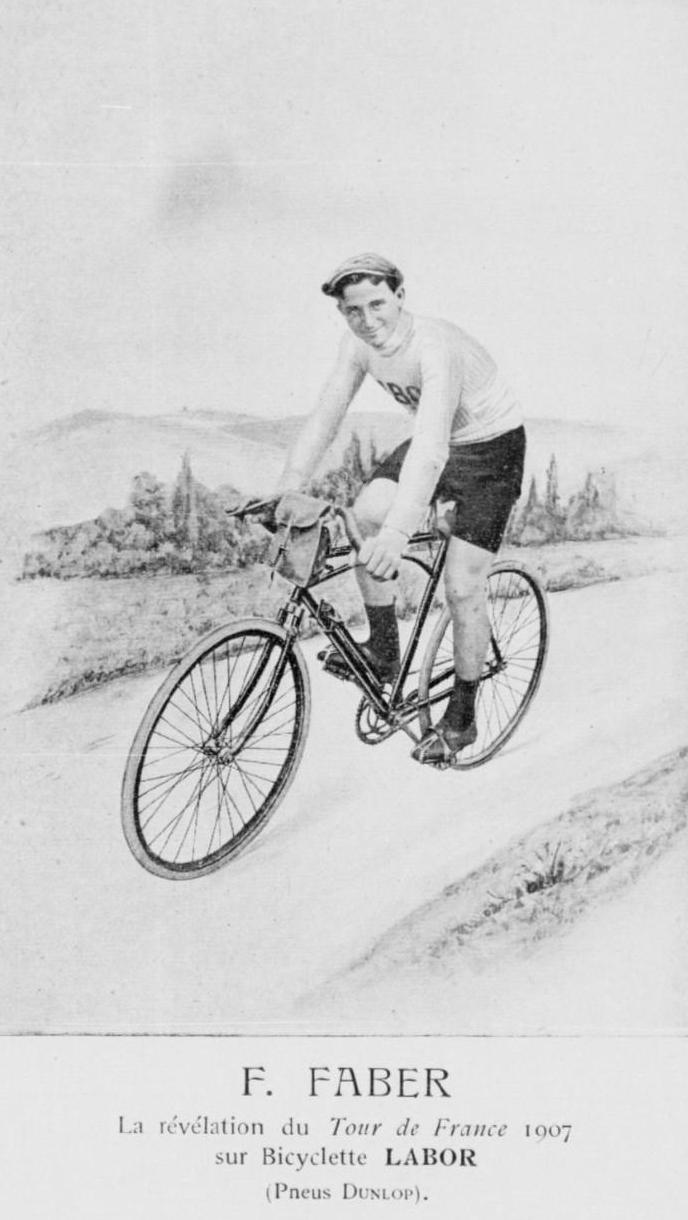
François Faber, la révélation du Tour de France 1907 sur bicyclette Labor (pneus Dunlop).

Avant le départ du Tour de France 1907, Alphonse Baugé est promu directeur sportif de l'équipe Labor. Faber entame plutôt bien cette cinquième édition du Tour de France : il se classe troisième de la troisième étape entre Metz et Belfort. Au soir de la quatrième étape à Lyon, il est sixième du classement général et second des « poinçonnés ». Lors de l'étape suivante, François Faber démontre qu'il est un honorable grimpeur contrairement à ce que sa corpulence (88 kg pour 1,78 m) et surtout sa piètre performance dans l'ascension du Ballon d'Alsace en 1906 pouvaient laisser penser. En effet, il est le seul à pouvoir suivre le train imposé par Émile Georget en particulier dans l'ascension du col de Porte. Il termine second de l'étape à quelques minutes de Georget, ce qui est perçu par Baugé comme « presque une victoire ». La seconde partie de son Tour de France est toutefois plus compliquée : une blessure récurrente à la selle, deux chutes le 28 juillet au cours de l'étape Bordeaux - Nantes, puis une autre le 1er août peu après le départ de Brest l'empêchent de se montrer à son avantage. Néanmoins, il termine ce Tour 1907 à la septième place du classement général final.

### 1908, premières victoires
Le début de cette nouvelle saison est marqué par la volonté d'Ernest Paul, le demi-frère de François Faber, de suivre son exemple et de s'essayer à la course cycliste. Il est également marqué par la décision de Faber de quitter Labor, et donc Alphonse Baugé, et de rejoindre dans un premier temps l'équipe cycliste La Française (seulement pour Paris-Roubaix et pour Bordeaux-Paris). Sur Paris-Roubaix, Faber attaque et parvient à s'échapper : il a trois minutes d'avance à Douai. À 150 mètres du Vélodrome roubaisien, alors qu'il a course gagnée, il chute. Cet accident lui fait perdre deux places et il termine finalement troisième derrière Van Hauwaert et Lorgeou. Sur Bordeaux-Paris, il abandonne à la suite d'une crevaison puis plusieurs chutes. Il abandonne également sur Paris-Bruxelles, consécutivement à une défaillance physique alors que son demi-frère Ernest qui court sa toute première course (sous le maillot d'Alcyon) termine septième. Faber intègre alors l'équipe cycliste Peugeot et est retenu pour courir le Tour de France 1908 ; Ernest Paul également : il s'apprête à courir son premier Tour avec Alcyon.

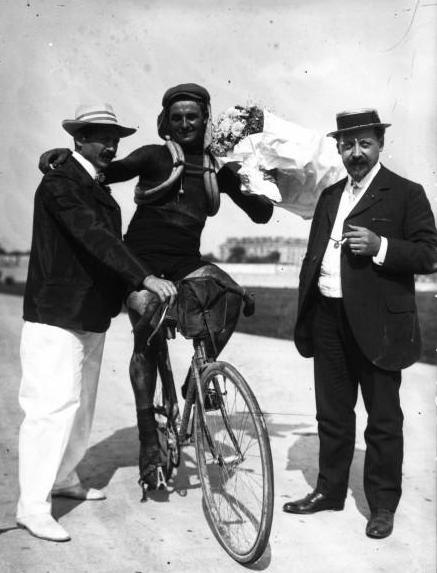
François Faber, la veille de l'arrivée du Tour de France 1908.

Le Tour commence plutôt mal pour François Faber : il cumule les incidents mécaniques et les crevaisons sur les deux premières étapes. À l'issue de la seconde étape à Metz, il est vingt-sixième au classement général. Dans l'étape suivante, il s'échappe dans l'ascension du col du Ballon d'Alsace avec Gustave Garrigou. Dans la descente, à la faveur d'une chute de ce dernier, Faber s'en va gagner le premier succès de sa carrière à Belfort. Le surlendemain, il récidive dans la quatrième étape et gagne à nouveau alors qu'il s'était encore échappé avec Garrigou qu'il règle au sprint à Lyon. Deux jours après, il termine second à Grenoble derrière son coéquipier Georges Passerieu qui a été le seul à ne pas poser pied à terre dans le col de Porte. L'équipe Peugeot de Faber domine alors le Tour : elle a remporté toutes les étapes et c'est un de ses coureurs qui est en tête du général (Passerieu puis Petit-Breton) depuis le départ. À Grenoble, Faber est revenu à la cinquième place du classement général. La suite de ce Tour nettement dominé par Lucien Petit-Breton offre d'autres occasions à Faber : ainsi il remporte la huitième étape à Toulouse puis la douzième à Brest. À l'arrivée à Paris, il est second du classement général et remporte le classement Wolber des « pneus démontables ». Petit-Breton, premier coureur à remporter deux fois le Tour, se retire de la compétition cycliste pour devenir chroniqueur cycliste. À l'issue de ce Tour 1908, il déclare en parlant de Faber :

« Je suis convaincu que cet homme-là sera imbattable l'an prochain. »

Au cours de la saison 1908 ; il obtient également une troisième place sur Paris-Tours puis participe le 8 novembre à la quatrième édition du Tour de Lombardie : d'abord lâché, il parvient à revenir sur le peloton puis à s'en extraire pour remporter sa première classique. D'un point de vue plus personnel, c'est en 1908 également qu'il rencontre Eugénie Terrier (qui deviendra sa femme et la mère de sa fille) comme l'atteste la carte postale (écrite en italien) qu'il lui a envoyée juste après sa victoire en Lombardie : « Per te solo palpita il mio cuore » (mon cœur bat pour toi seule).

### 1909, la consécration

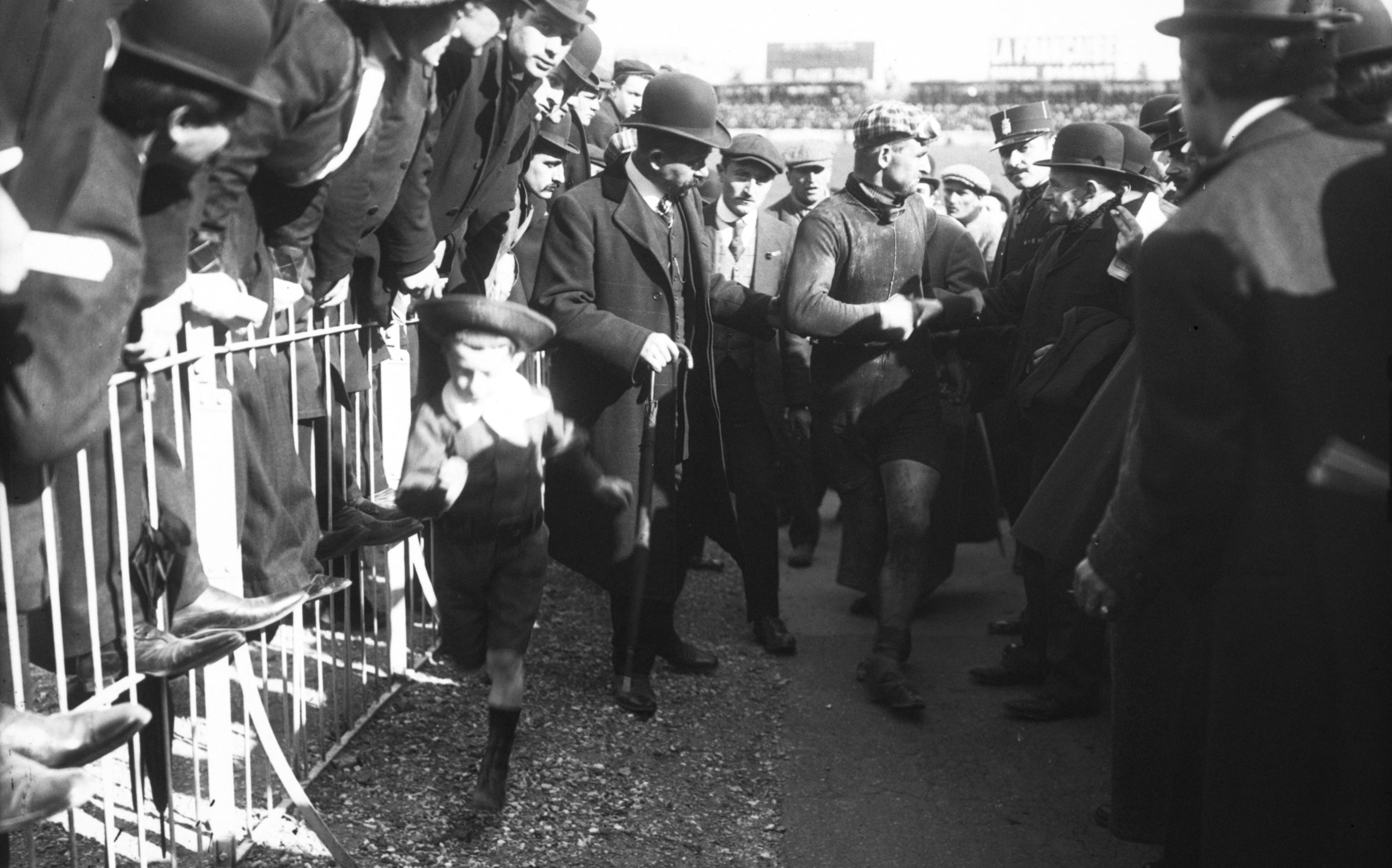
François Faber au Parc des Princes à l'arrivée de Bordeaux-Paris 1909.

Au début 1909, la question de la nationalité de Faber est ambiguë : conformément à la loi du 26 juin 1889 et comme il n'a pas fait avant sa majorité une demande explicite de la nationalité française, il n'est pas Français. Mais est-il pour autant Luxembourgeois ? Pourtant, il procède à une déclaration explicite de répudiation de la nationalité française, le 25 janvier 1909 auprès du juge de paix du canton de Colombes et réclame celle de son père,. On ne sait pas précisément les raisons de la démarche effectuée par Faber : l'hypothèse la plus vraisemblable est la volonté d'échapper au service militaire dont la durée était alors de deux ans, ce qui aurait probablement pu contrarier sa carrière sportive.
En février, une polémique l'oppose à Léopold Alibert, le patron de l'équipe cycliste Peugeot. Ainsi, le 3 février, celui-ci l'attaque assez violemment dans une lettre ouverte publiée dans L'Auto dans laquelle il dévoile une rupture de contrat à l'initiative de Faber de manière à signer pour Alcyon, équipe dans laquelle il retrouverait Alphonse Baugé. Le lendemain, dans le même journal, Faber répond à Alibert en expliquant que cette décision de rupture s'était faite dans le dialogue avec Peugeot et dans le respect de ses interlocuteurs et qu'il ne s'attendait pas à ce « bruyant désespoir » de la part d'Alibert.
Au mois d'avril, il court ses premières courses avec l'équipe Alcyon : Milan-San Remo (sur laquelle il se classe sixième) puis Paris-Roubaix. Sur cette dernière il termine cinquième ce qui constitue pour lui une relative déception dans la mesure où il avait consacré tout le mois de mars à s'entraîner spécifiquement pour cette course. Ainsi il a rallié à plusieurs reprises Roubaix en compagnie de son demi-frère Ernest Paul, de Constant Ménager ou encore de Jean Alavoine (son coéquipier chez Alcyon) ou de Frédéric Saillot. Le 18 avril, il remporte Sedan-Bruxelles, devant Garrigou. En mai, alors gêné par un problème aux yeux contracté sur Paris-Roubaix, il termine 4e de Bordeaux-Paris. Le 19 juin, il remporte Paris-Bruxelles,, à nouveau devant Garrigou qu'il bat au sprint. Il avait été envisagé un temps que Faber participe au Giro 1909 (comme Trousselier par exemple) avant qu'il ne renonce à cette idée.

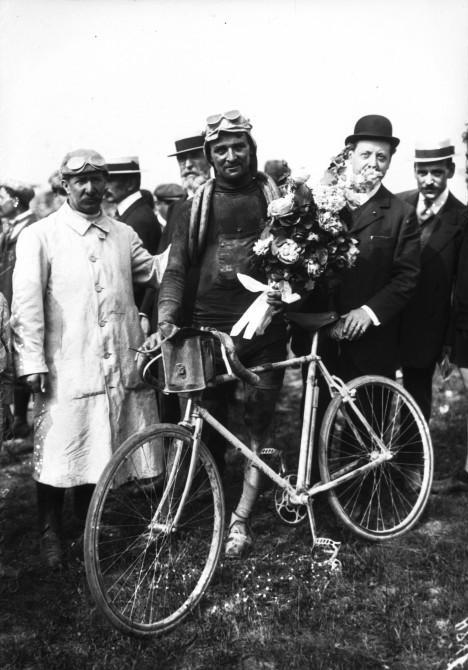
François Faber, à l'issue de son Tour de France victorieux, le 1er août 1909

Faber débute en fanfare son Tour 1909 : après une seconde place lors de la première étape, il enchaîne par cinq victoires d'étapes consécutives à Metz, Belfort, Lyon, Grenoble et Nice gagnant ainsi de la seconde à la sixième étape,. Le surlendemain de sa cinquième victoire à Nice, c'est son demi-frère Ernest (qui court en « isolé ») qui gagne la septième étape à Nîmes. Le 19 juillet, il est pris dans une chute collective dans l'étape Nîmes – Toulouse : il termine la course, le crâne ensanglanté et dans un état qualifié de « comateux ». Le 23 juillet, il remporte à Bordeaux sa sixième victoire d'étape de l'édition 1909. Le 1er août, il remporte à Paris son premier Tour de France avec pas moins de 580 kilomètres d'échappée en solitaire avantagée par ses mensurations impressionnantes pour l'époque de (90 kg pour 1,85 m). Il est ensuite reçu en grande pompe à Colombes (pour un banquet organisé par la municipalité) où son succès, doublé de celui d'Ernest dans la catégorie des « isolés », font la joie de la population. En septembre, initialement cinquième, il remporte Paris-Tours à la suite du déclassement pour une erreur de parcours (à Angerville) de quatorze coureurs, dont le gagnant initial Octave Lapize. Il reste, en 2017, le seul vainqueur de Paris-Tours à avoir remporté le Tour de France la même année. À la fin 1909, la popularité de Faber est telle que L'Auto réédite l'ouvrage Le géant de la route : François Faber, ses débuts, sa carrière, ses Tours de France, comment il s'entraîne... écrit par Charles Ravaud. En fin d'année également, Faber reprend du service comme débardeur sur les quais de Seine ; il conserve cet emploi jusqu'à janvier 1910 et la reprise de son entraînement.

### 1910, seconde victoire sur Paris-Tours

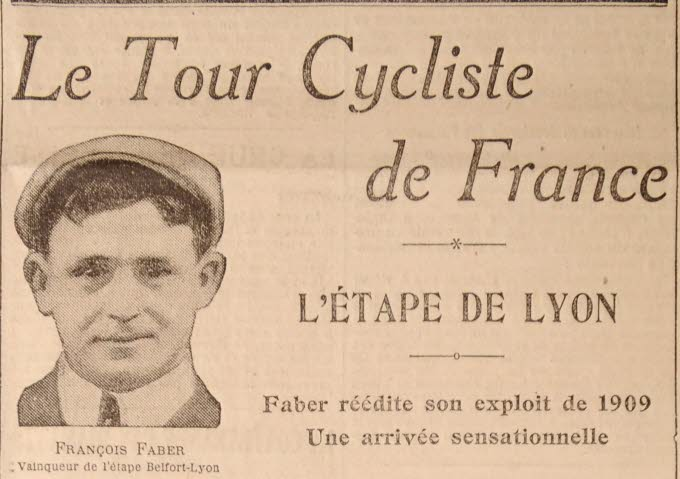
Encart dans Le Progrès en 1910, évoquant les deux victoires d'étapes de Faber à Lyon en 1909 puis en 1910.

Le début de saison de François Faber est fortement perturbé par la crue de la Seine de 1910 qui touche alors Colombes : en effet, la digue située près du pont de Bezons cède le 26 janvier au soir. Faber, comme d'autres habitants, participe intensivement aux opérations d'évacuation de la population. Son comportement lors de cette crue sera d'ailleurs salué par un éloge d'Armand Fallières publié au Journal officiel ainsi que par une lettre de félicitations d'Aristide Briand. C'est donc très peu préparé qu'il se présente en mars sur Paris-Roubaix 1910, avec son équipe Alcyon, qui compte à présent dans ses rangs la révélation de la saison précédente, Octave Lapize. Il obtient une anonyme 17e place ainsi qu'une fracture de la clavicule sur cette édition remportée par Lapize. Ce dernier remporte également Paris-Bruxelles au mois de mai, course sur laquelle Faber était également engagé.

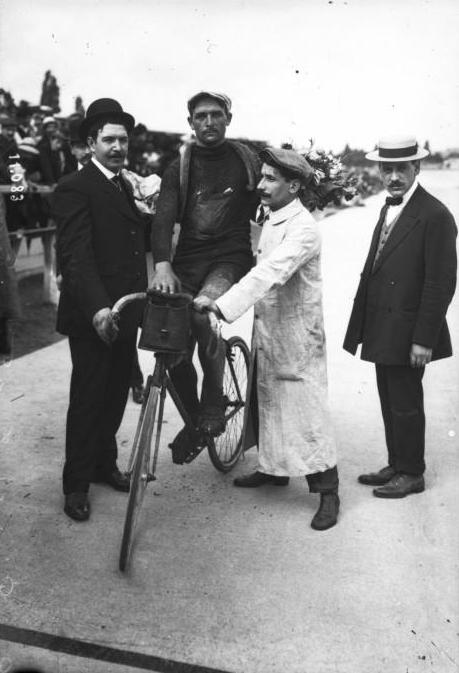
Faber à l'arrivée du Tour 1910 sur lequel il termine second au général.

Le Tour de France 1910 constitue le point d'orgue de la rivalité qui oppose Lapize et Faber : aux trois victoires d'étapes de Faber, Lapize répond par quatre victoires d'étapes sur ce Tour totalement dominé par l'équipe Alcyon. Toutefois l'ambiance est délétère au sein d'Alcyon dans la mesure où la victoire finale se joue entre Faber, Lapize et Garrigou, trois membres de l'équipe. À titre d'exemple, Gustave Garrigou a toujours soupçonné un sabotage issu de sa propre équipe pour expliquer l'incident mécanique dont il a été victime lors de la 8e étape et qui lui a enlevé toute chance de remporter ce Tour 1910. L'équipe est alors littéralement coupée en deux : Baugé qui soutient Faber fait face à Calais qui soutient Lapize. Les deux coureurs se tiennent en quelques points au classement général dominé jusqu'à Nantes par Faber. C'est lors de la 12e étape que victime d'une chute assez violente (il heurte un chien avec sa bicyclette) puis d'une attaque de Garrigou qu'il ne peut suivre, que le Tour bascule : sa neuvième place à Nantes ne lui laisse qu'un point d'avance au classement général sur Lapize. Deux jours plus tard, dans l'étape qui conduit le peloton à Brest, Garrigou s'échappe et Faber a le plus grand mal à revenir sur lui, entraînant dans sa roue Lapize qui dès que la jonction est réalisée, parvient à s'extraire en compagnie de quelques coureurs et à creuser l'écart avec Faber : à l'arrivée, il est neuvième à nouveau et a cédé la première place au général à Lapize. La fin du Tour, compliquée par quelques blessures, ne permet pas à Faber de reprendre la première place : il termine ce Tour 1910 à la seconde place sans discuter la victoire de Lapize :

« Le Tour 1910 était pour lui. Il l'a mérité, je n'en disconviens pas ; pourtant j'ai le droit de ne pas considérer ma défaite comme régulière. Je l'impute et c'est mon droit, à ma chute dans Bordeaux-Nantes. J'aurai sûrement ma revanche. »

Faber qui espère une revanche sur Paris-Tours voit Lapize forfait pour cause de « légère indisposition » ; officieusement, Lapize n'accepte pas que Baugé soit parvenu à évincer ses coéquipiers et soutient Garrigou et Van Hauwaert de la sélection Alcyon pour cette course. Faber remporte finalement son second Paris-Tours consécutif, en battant au sprint Louis Trousselier.

### 1911 et 1912, deux saisons de transition

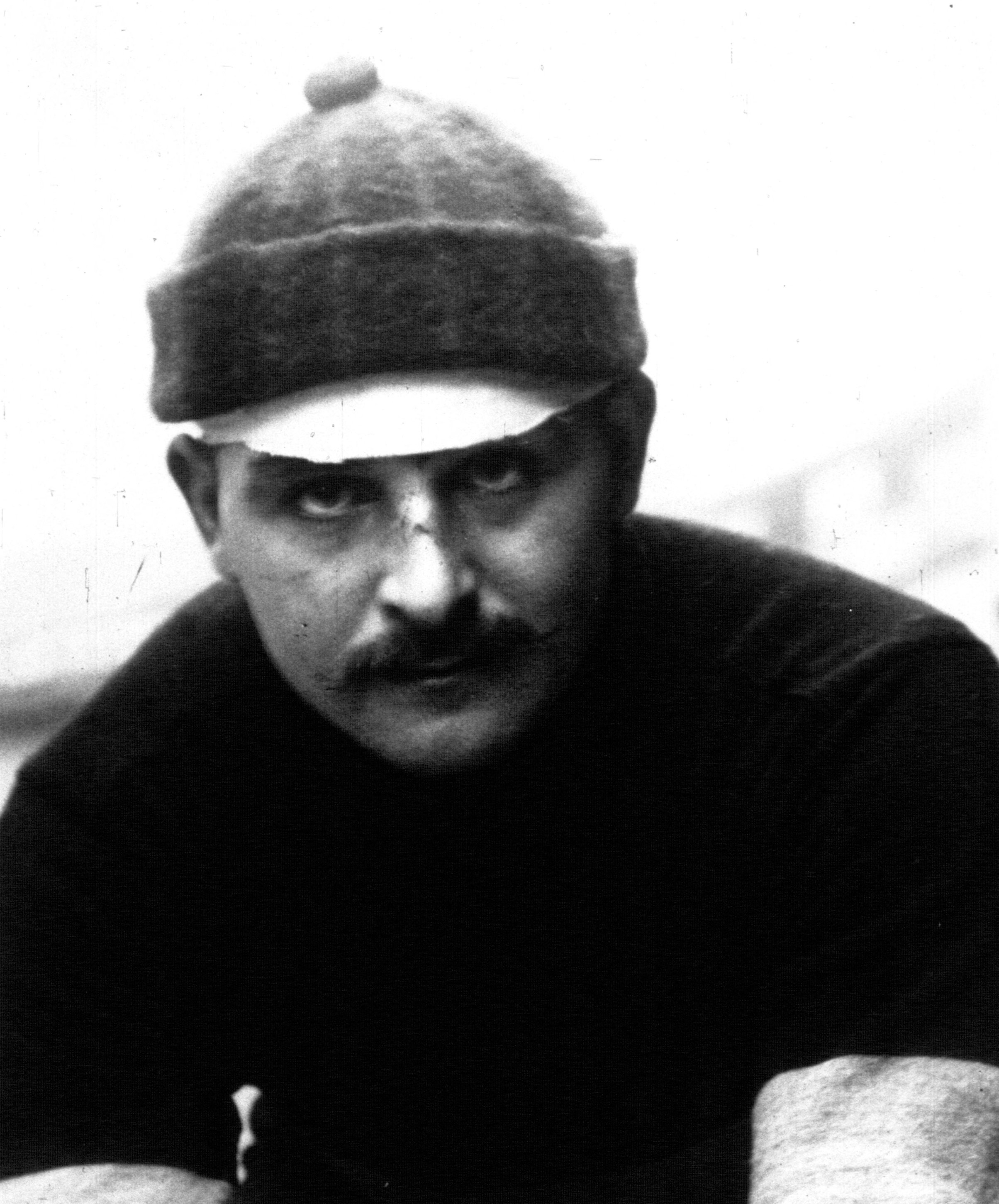
Portrait de François Faber en 1911.

En 1911, Lapize quitte Alcyon : conserver Faber et Lapize sous le même maillot était devenu impossible tant l'animosité entre les deux coureurs était importante. Il signe donc pour La Française avec laquelle il débute par un titre de champion de France, une victoire à Paris-Tours et surtout une troisième victoire consécutive à Paris Roubaix. De son côté Faber ne rêve que de pouvoir le battre à la régulière. Il en a l'occasion lors de Bordeaux-Paris courue au mois de mai,. Il attaque à près de 300 kilomètres de l'arrivée : il parvient à lâcher Lapize puis son équipier Garrigou et s'adjuger la victoire finale en arrivant à Paris, vingt minutes avant ce dernier. À l'arrivée, il déclare :

« Je suis très heureux de ma victoire. Non seulement car elle me permet d'inscrire mon nom au palmarès de Bordeaux-Paris [...] mais surtout parce que j'ai triomphé de Lapize. »

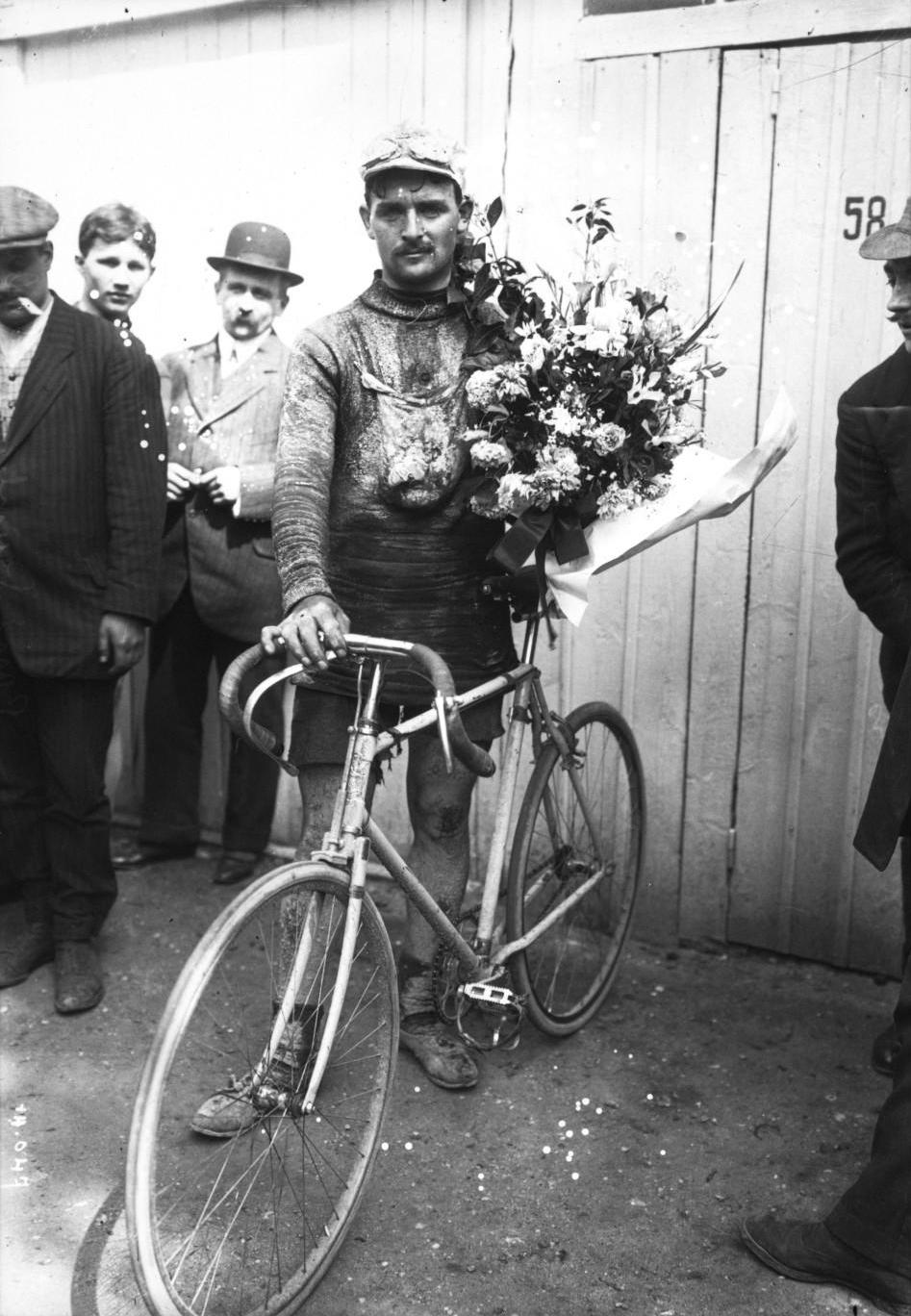
François Faber à l'arrivée de Bordeaux-Paris 1911.

Sur le Tour de France, il parvient à gagner deux étapes, à Belfort puis à Nice, mais son état de forme générale le pousse à abandonner assez prématurément. À partir de la saison 1911, Faber rencontre d'ailleurs de plus en plus fréquemment des problèmes physiques et notamment un pied douloureux qui lui interdisent de défendre réellement ses chances en compétition. Contre toute attente, il s'inscrit à l'édition 1911 de Paris-Brest-Paris : il est à nouveau contraint à l'abandon à cause de son pied. Une radiographie lui apprend en fin de saison, que son pied douloureux est dû à une fracture et non à une foulure comme il le suspectait. Psychologiquement, son état n'est guère meilleur : Faber rumine encore son échec au Tour 1910 et sa seconde place derrière Lapize pour seulement quelques points. Surtout, il considère que Baugé aurait alors pu faire davantage pour lui et mieux le conseiller. C'est amer qu'il quitte donc Alcyon et signe pour l'équipe Automoto, début 1912. L'éloignement choisi de son mentor Baugé explique sans doute en partie sa saison catastrophique : second lors de la quatrième étape du Tour de France 1912 qu'il termine à une discrète quatorzième place ainsi que sixième sur Paris-Tours constituent ses deux seuls résultats de la saison ; par la suite, Baugé qualifiera d'ailleurs celle-ci de « saison de guigne et de désastre ».

### 1913 et 1914, Paris-Roubaix et victoires d'étapes sur le Tour

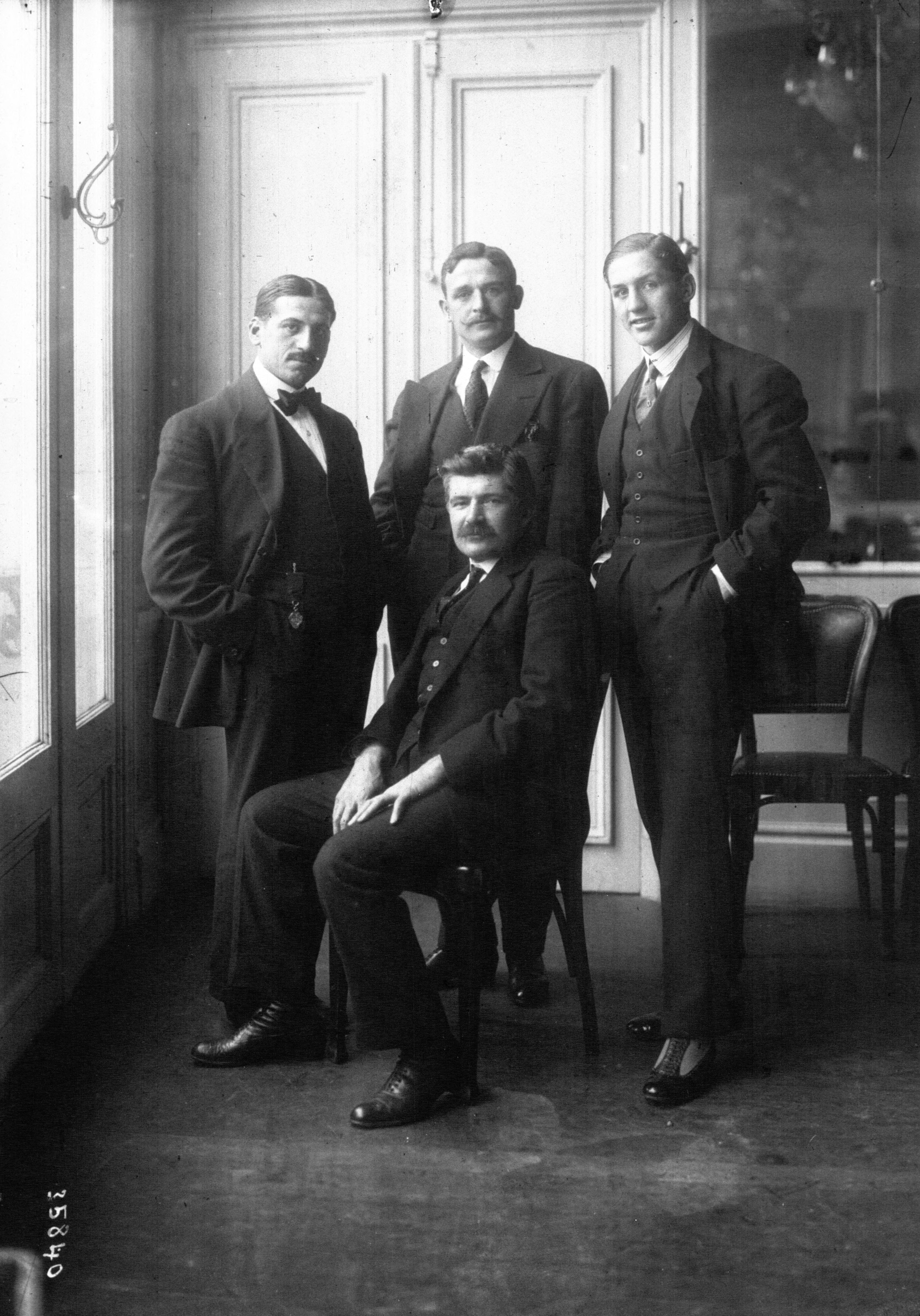
Debout de gauche à droite : Jean Bouin, François Faber et Georges Carpentier photographiés en 1913 ; devant eux assis, le masseur Pastair.

En 1913, Baugé qui est directeur sportif chez Peugeot s'active pour faire venir Faber et ainsi reformer leur duo. Il parvient à ses fins, bien aidé par l'arrivée de Léopold Alibert chez Alcyon, avec qui les relations de Faber sont pour le moins compliquées depuis début 1909 et son départ de chez Peugeot. Faber retrouve donc l'équipe pour qui il avait couru lors de la saison 1908 et avec laquelle il avait remporté sa première grande victoire, le Tour de Lombardie. C'est également la troisième équipe pour laquelle il court sous la direction de Baugé, après Labor et Alcyon. En début de saison, Baugé envoie Faber en Auvergne pour effectuer son entraînement d'avant-saison en solitaire. Le 23 mars, il s'aligne sur Paris-Roubaix qu'il remporte en battant au sprint son coéquipier Deruyter et Crupelandt qui se classe troisième,. Il obtient ensuite une cinquième place sur Bordeaux-Paris ainsi qu'une autre cinquième place au classement général du Tour de Belgique sur lequel il remporte une étape. Sur le Tour de France, il paraît incapable de se mêler à la victoire finale. Il parvient toutefois à remporter les 10e et 13e étapes et termine cinquième du classement général à Paris, performance qui lui vaut les compliments d'un certain nombre d'observateurs éclairés comme François Mercier dans L'Auto par exemple :

« Quel homme ! Quel courage ! [...] Qui disait donc que le grand Faber était fini ? Sous la direction compétente de Baugé, le fameux coureur a retrouvé toutes ses qualités d'antan. »

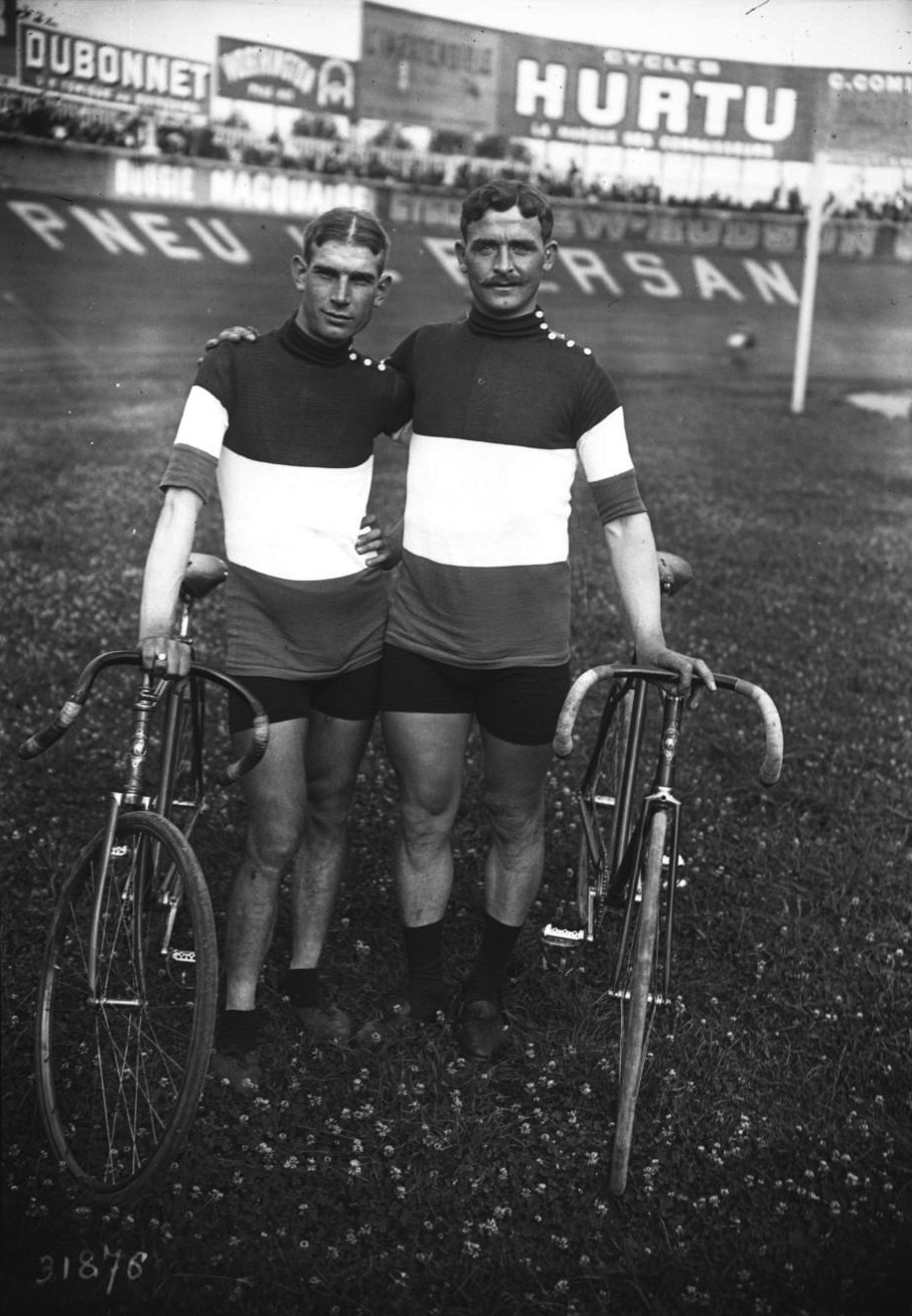
François Faber (à droite) en compagnie d'Émile Engel au vélodrome Buffalo à l'occasion d'une course de six jours en 1913.

À l'automne, Paul Eyschen, alors Président du Gouvernement du Luxembourg, l'invite à séjourner quelque temps dans le grand-duché : Faber accepte cette invitation et reste quelques jours au Luxembourg pour ce qui constitue son seul et unique séjour dans ce pays. Le 30 octobre, Faber se marie avec Eugénie en présence de Baugé qui est l'un des témoins.
À nouveau chez Peugeot, Faber ne brille pas en début de saison 1914 : une insignifiante vingt-septième place sur Paris-Roubaix peu compensée par sa sixième place lors de Bordeaux-Paris. Il est donc loin d'être un des favoris lors du départ du Tour de France fin juin 1914 au contraire de son coéquipier Philippe Thys. Le jour même du départ, François-Ferdinand d'Autriche est assassiné à Sarajevo ce qui détourne l'attention du public vers ce qui constitue les prémices de la Première Guerre mondiale. Le 30 juin au soir, à son hôtel à Cherbourg, Faber croise et échange quelques mots avec Jean Jaurès,. La course est largement dominée par l'équipe Peugeot et en particulier par Thys. Faber ne tire son épingle du jeu qu'en fin de Tour, en s'échappant pendant près de 200 kilomètres lors de Belfort - Longwy, étape qu'il remporte. Il remporte également l'étape suivante entre Longwy et Dunkerque, courue deux jours plus tard. Le 26 juillet, il est neuvième au classement général du Tour à Paris. La quinzième et dernière étape est, même s'il l'ignore, sa dernière course cycliste.

## Première Guerre mondiale
Au déclenchement de la Première Guerre mondiale, Faber s'engage dans la Légion étrangère (car Luxembourgeois), le 22 août 1914. Les raisons de cet engagement si rapide sont mal connues. Toutefois, on lui prête les propos suivants :

« La France a fait ma fortune, il est normal que je la défende. »

Il signe un contrat d’engagé volontaire pour la durée de la guerre (EVDG) au bureau de recrutement de la Seine. Il est affecté au 1er régiment étranger et rejoint le dépôt de Bayonne dès le 23 août 1914 pour y faire ses classes. Il quitte ainsi son épouse Eugénie, avec qui il est marié depuis fin 1913. Ses classes terminées, il est affecté au 2e régiment de marche du 1er régiment étranger basé au camp de Mailly dans l'Aube. À la fin du mois d'octobre, il part avec son régiment vers le front. Le 1er janvier 1915, il est nommé caporal ; à peu près à la même période, il apprend qu'Eugénie est enceinte. Il reçoit en mars un long courrier réconfortant d'Alphonse Baugé. Stationné depuis plusieurs mois à Soissons, il part à Acq puis à Mont-Saint-Éloi. Là-bas, il croise le soldat Charles Cruchon qu'il a côtoyé par le passé sur plusieurs Tour de France. Charles Cruchon le trouve alors « heureux et confiant » comme il l'écrit dans une lettre adressée à sa famille. Le 5 mai, il apprend la naissance de sa fille Raymonde. Le 8 mai, les hommes sont prévenus d'un assaut imminent dont l'objectif serait entre autres la prise des « Ouvrages blancs », lieu-dit escarpé situé près de Mont-Saint-Éloi. François Faber écrit alors une lettre à son épouse Eugénie dans laquelle il écrit :

« Pourtant on peut envisager franchement la situation car aucun de nous est immortel. Je suis donc heureux que nous soyons papa et maman car cela aurait été un cauchemar si il m'était arrivé malheur. Tout t'appartient au cas où... Faut bien l'envisager, je serai buté. Oui, jusqu'à ta mort tu pourras disposer du peu que nous avons sans même que la gosse ait à y mettre son nez. »

Il disparaît le 9 mai 1915 au cours de la bataille de l'Artois alors que son bataillon tente de prendre les « Ouvrages blancs ». Son corps n'a jamais été retrouvé et Faber sera officiellement déclaré mort par le tribunal de la Seine, le 10 mai 1918.
Le 21 mai 1915, Etienne Petit-Chilot écrit à sa mère :" Le mardi [11mai], même chose même carnage, même impression pénible. La plaine n'est plus qu'un charnier et le vent nous apporte des relents de putréfaction. Je passe sur le corps de François Faber, le célèbre coureur, il est crispé sur sa baïonette. Quel bel homme !".
Un soldat également coureur cycliste, nommé L'Archevêque, parcourt la nuit les « Ouvrages blancs » pour tenter de retrouver le corps de Faber ; en effet, il souhaite le « faire enterrer convenablement »,. À Paris, le milieu cycliste cherche à en savoir plus et à vérifier l'information de la disparition de Faber. Ainsi Alphonse Baugé écrit ce télégramme à Henri Desgrange, : « Apprends par journaux ici que Faber aurait été tué 9 mai. Ma douleur est atroce. Vous supplie dire à Steinès m'écrire si nouvelle exacte... »
Le 19 mai, l'incertitude règne encore car le journal L'Auto utilise le conditionnel dans sa une : « Nouvelles des nôtres : François Faber serait tué ». Le 29 mai 1915, une communication militaire officialise sa disparition en précisant que le « Caporal Faber a été tué à l'ennemi ».

## Caractéristiques du coureur cycliste
La morphologie de Faber a participé à le catégoriser parmi les rouleurs-routiers ; il était toutefois d'un niveau tout à fait convenable en montagne comme l'attestent certaines de ses victoires d'étapes sur le Tour de France et ses passages en tête de cols comme au col d'Allos en 1911, au col Bayard et au col du Ballon d'Alsace en 1909. De plus, en 1909, il remporte le Grand Prix de la montagne du Tour de France (alors officieux). François Faber a également remporté quelques victoires au sprint, en particulier Paris-Roubaix 1913.

### Rivalité avec Octave Lapize
C'est à l'orée de la saison 1910 que la rivalité entre Faber et Octave Lapize prend toute sa dimension ; en effet, Lapize arrive alors chez Alcyon avec un statut de surdoué de la course cycliste, alors que Faber est déjà bien installé comme leader d'équipe depuis sa victoire dans le Tour de France 1909. Le Tour de France 1910 est l'occasion de « sabotages et guets-apens » probablement tramés dans chacun des deux camps. Le caractère dantesque de ce Tour (en particulier à cause de la météo), sera relevé par la lutte fratricide qui oppose Faber et Lapize et qui se conclut par la victoire finale de ce dernier pour seulement quatre points.
Tout comme Faber, Lapize meurt au combat au cours de la Première Guerre mondiale, le 14 juillet 1917.

### Légendes contemporaines
Les témoins de l'époque ont rapidement perçu François Faber comme étant un individu de très grand taille ce qui lui valut son surnom de Géant de Colombes. S'il était effectivement grand pour son époque (1,78 mètre selon son livret militaire), les nombreuses mentions journalistiques évoquant une taille de près de deux mètres, sont erronées et pour le moins exagérées. Une autre légende contemporaine a véhiculé une contre-vérité et a romancé ainsi sa rencontre avec Eugénie : au cours d'une course cycliste, François Faber répare le pneu crevé de sa bicyclette quand il aperçoit une spectatrice sur le bord de la route… S'est également répandue la rumeur selon laquelle Faber aurait découvert sa nationalité luxembourgeoise par hasard. Cette légende contemporaine est également erronée : il a explicitement effectué une procédure de répudiation de la nationalité française le 25 janvier 1909.

## Hommages

### Au Luxembourg

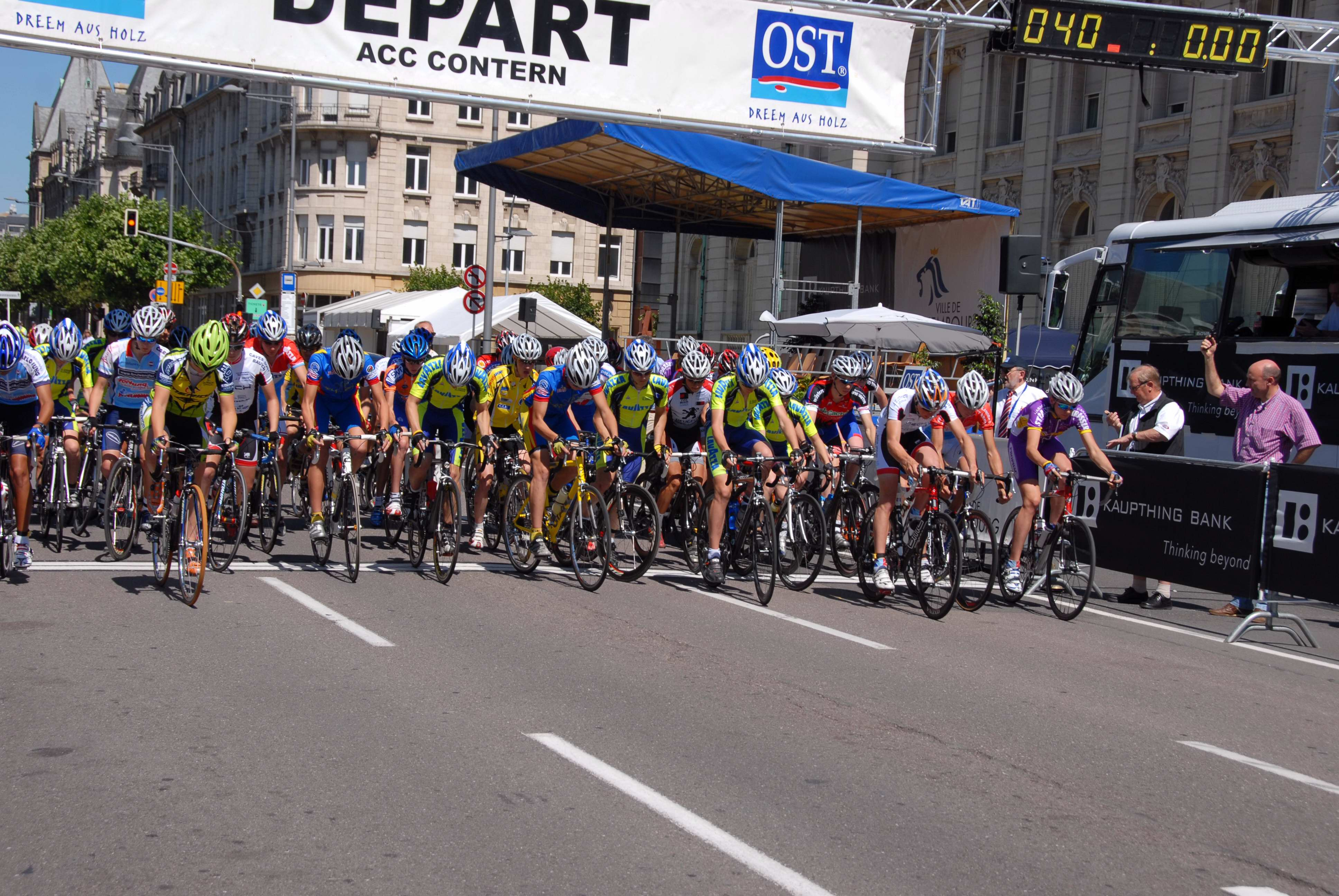
Départ du Grand Prix François-Faber 2007.

Depuis 1918, l'épreuve cycliste du Grand Prix François-Faber est organisé au Luxembourg. Le 15 août 1924, une fête commémorative est organisée à Luxembourg : un livret écrit par Alphonse Steinès et intitulé À la mémoire d'un héros mort pour la France est publié à cette occasion.
Plusieurs lieux luxembourgeois portent son nom, comme la rue François-Faber à Luxembourg ou encore la piste cyclable François-Faber située dans le canton d'Esch-sur-Alzette. Enfin, une plaque rendant hommage à Faber, est apposée dans le parc municipal de Luxembourg.

### En France

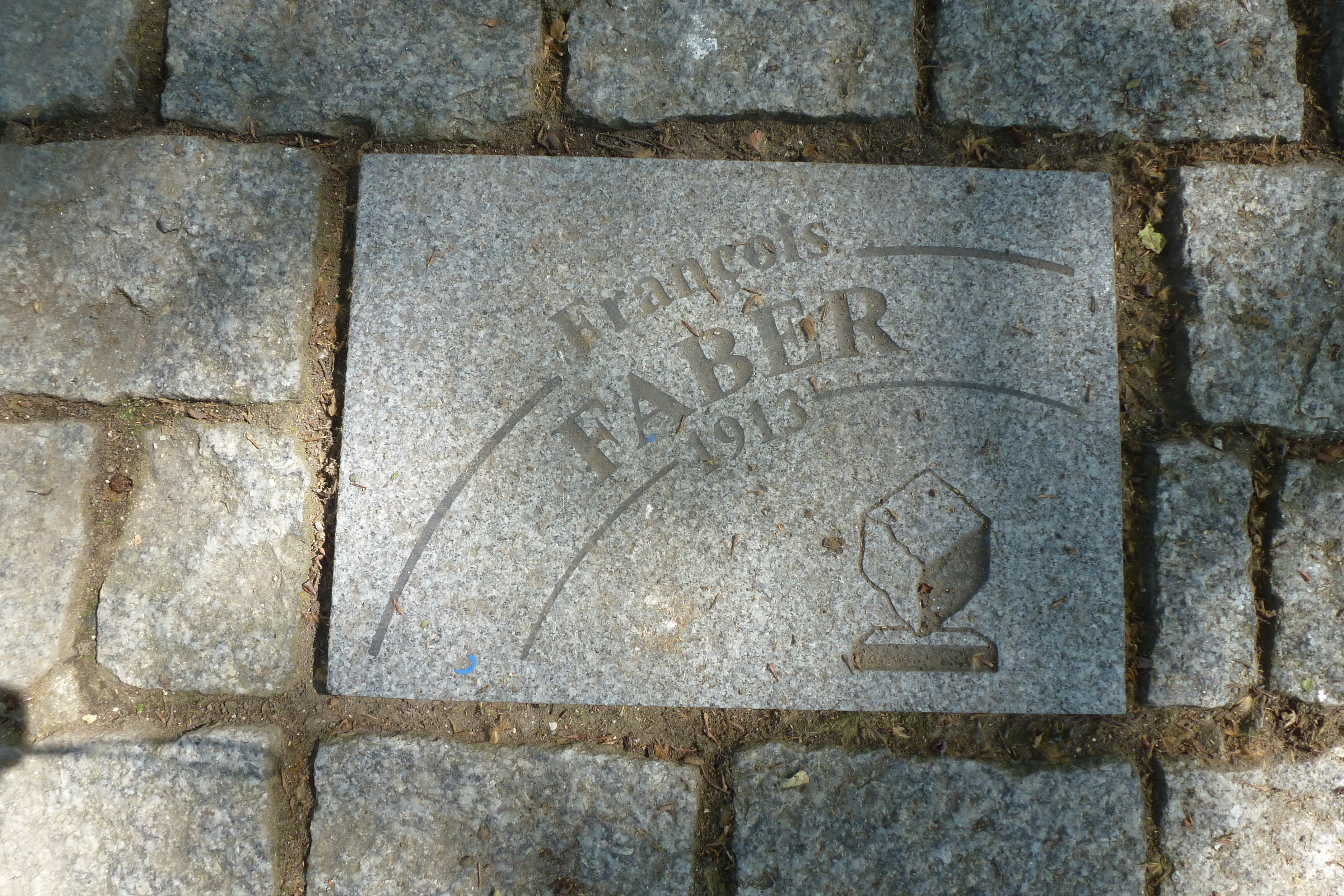
Le pavé François-Faber à Roubaix sur l'allée Charles-Crupelandt.

Lors du Tour de France 1919, le premier Tour de l'après-guerre, le peloton fait une halte le 29 juin, devant le Café de l'Usine de Colombes où Faber avait ses habitudes.
Une plaque à la mémoire de François Faber et ses compagnons de combat est visible à Mont St-Eloi, près de la mairie.
Une plaque à la mémoire de François Faber est visible à la nécropole nationale de Notre-Dame-de-Lorette : « François Faber 1er régiment étranger Vainqueur du Tour de France cycliste 1909 Mort pour la France en mai 1915 à Carency. »
Une rue de Colombes (ancienne rue de Seine) porte son nom depuis 1924 : c'est la rue de l'entrée principale du stade olympique Yves-du-Manoir. À Colombes également, son nom est inscrit sur le socle du monument aux morts. À Roubaix, un pavé situé sur l'allée Charles-Crupelandt rappelle sa victoire en 1913.
En 2013, la 4e édition de l'épreuve cyclotouriste Solidaire de la Légion est dédiée à François Faber.
En Guyane française, où stationne le 3e Régiment étranger d'infanterie dans lequel François Faber a servi durant la Grande Guerre (Régiment de marche de la Légion étrangère à ce moment), un camp en bordure de la crique Ouybo porte le nom du cycliste. Ce camp a été la première emprise dédiée à l'entraînement commando en Guyane à la fin des années 70. Il est l'embryon du Centre d'Entraînement en Forêt Equatoriale (CEFE) implanté à Régina depuis.

### Décorations
| Médaille militaire | Croix de guerre 1914-1918 |

- Cité à l’ordre de la division avec Croix de guerre 1914-1918.
- Médaille militaire à titre posthume au Journal officiel du 24 mai 1922.

### Littérature
Louis-Ferdinand Céline évoque le « beau Faber » dans Mort à crédit :

« Fini de commenter les annonces, les drôles d'amorces du boulot, avec épreuves « Buffalo » et les  six jours en perspective et Morin et le beau Faber favori... Ceux qui préféraient du Longchamp se planquaient dans le coin opposé... »

## Palmarès
Les principaux éléments de palmarès de François Faber sont présentés ci-dessous.
| - 1907 - 6e de Bordeaux-Paris - 6e de Paris-Bruxelles - 7e du Tour de France - 9e de Paris-Roubaix - 1908 - Tour de Lombardie - 2e, 3e, 8e et 12e étapes du Tour de France - 2e du Tour de France - 3e de Paris-Roubaix - 3e de Paris-Tours - 1909 - Tour de France : - Classement général - 2e, 3e, 4e, 5e, 6e et 10e étapes - Paris-Tours - Paris-Bruxelles - Sedan-Bruxelles - 4e de Bordeaux-Paris - 5e de Paris-Roubaix - 6e de Milan-San Remo | - 1910 - Paris-Tours - 2e, 4e et 7e étapes du Tour de France - 2e du Tour de France - 1911 - Bordeaux-Paris - 3e et 6e étapes du Tour de France - 2e de Paris-Bruxelles - 1912 - 6e de Paris-Tours - 1913 - Paris-Roubaix - 10e et 13e étapes du Tour de France - 2e étape du Tour de Belgique - 5e du Tour de France - 5e du Tour de Belgique - 5e de Bordeaux-Paris - 1914 - 13e et 14e étapes du Tour de France - 6e de Bordeaux-Paris - 9e du Tour de France |  |

### Résultats sur le Tour de France
- 1906 : abandon (7e étape)
- 1907 : 7e du classement général
- 1908 : 2e du classement général et vainqueur des 2e, 3e, 8e et 12e étapes
- 1909 : Vainqueur du classement général et des 2e, 3e, 4e, 5e, 6e et 10e étapes, leader pendant 13 jours
- 1910 : 2e du classement général et vainqueur des 2e, 4e et 7e étapes, leader pendant 11 jours
- 1911 : abandon (12e étape) et vainqueur des 3e et 6e étapes, leader pendant 1 jour
- 1912 : 14e du classement général
- 1913 : 5e du classement général et vainqueur des 10e et 13e étapes
- 1914 : 9e du classement général et vainqueur des 13e et 14e étapes